# Distrito de Machaguay
El distrito de Machaguay es uno de los catorce que conforman la provincia de Castilla, ubicada en el departamento de Arequipa, en el Sur del Perú. Limita por el norte con los distritos de Andagua y  Salamanca; por el sur con los de Uñón y Tipán; por el Este con el de Ayo; y por el oeste con el de Viraco. Su capital es Machaguay.
Desde el punto de vista jerárquico de la Iglesia católica forma parte de la Prelatura de Chuquibamba en la Arquidiócesis de Arequipa.

## Historia
El distrito fue creado mediante Ley s/n del 4 de noviembre de 1889, en el gobierno del Presidente Andrés A. Cáceres.

## Geografía
Forma parte de la comarca de Castilla Media, ubicada entre los 2000 y los 3000 m s. n. m. y caracterizada por una geografía accidentada con terrenos aprovechables para la agricultura, formados por valles semi-planos creados por el violento declive de la cordillera de los Andes y la erosión de los ríos. En los valles interandinos se aprecian terrazas, andenerías, con vertientes de agua que dan inicio a ríos, lugares que cuentan con llanuras de corta extensión adecuadas para la agricultura y ganadería, regadas por las aguas de los deshielos del volcán Coropuna.

## Centros poblados
Distrito de Machaguay y sus Anexos, Arhuin, Acopallpa, Aguasana, Ccactana, Huasicac, Taparza, Cotanay, Cuyanca y Nueva Esperanza.
Su proximidad al núcleo urbano de Viraco ha condicionado su desarrollo. Sirve de nexo al distrito de Uñón.

## Lugares turísticos

### La Puerta del Diablo
Este atractivo turístico se encuentra en el caserío de Sumana, consiste en una formación geográfica misteriosa que es conocida por la población como la puerta del diablo. Se puede llegar a este lugar por camino a trocha en bestia de carga a una hora y media del distrito de Machahuay.
Este lugar consiste en una quebrada profunda que se forma por una separación de una roca; la distancia de esta quebrada es de 2590 metros de profundidad y 200 metros de altura.
Al ingresar a esta quebrada se podrá observar que su separación es de 15 a 8 metros y al llegar al final en forma de la catarata de una altura de 30 m.

### Baños termales de Taparza
Está ubicado en el anexo de Taparza, a 2 h. del pueblo Machahuay. Está exactamente ubicado en un lugar llamado Chupan que está a las faldas del cerro, la temperatura del agua es de 60° aproximadamente. Esta agua está almacenada en pozos reconstruidos por los pobladores, el cual está rodeado de una flora silvestre que armoniza con la quebrada en que se encuentran estos baños. Están invitados a estos hermosos baños termales de Taparza que son muy buenos para la salud.

### Mirador de Machaguay
Se encuentra ubicado a 5 min de la plaza de este pueblo, este mirador se encuentra al costado del cementerio milenario, el cual se levanta sobre una formación geográfica sorprendente. Desde este mirador se puede apreciar los anexos de este distrito, y una quebrada profunda que nace de Cuyanca pasando por Taparza. Es un lugar de privilegio para observar las sorprendentes piruetas que realiza el Cóndor. Asimismo se observan diferentes anexos de los distritos de Tipán, Viraco, Pampacolca, inclusive se puede apreciar el panorama rocoso del distrito de Uñon.

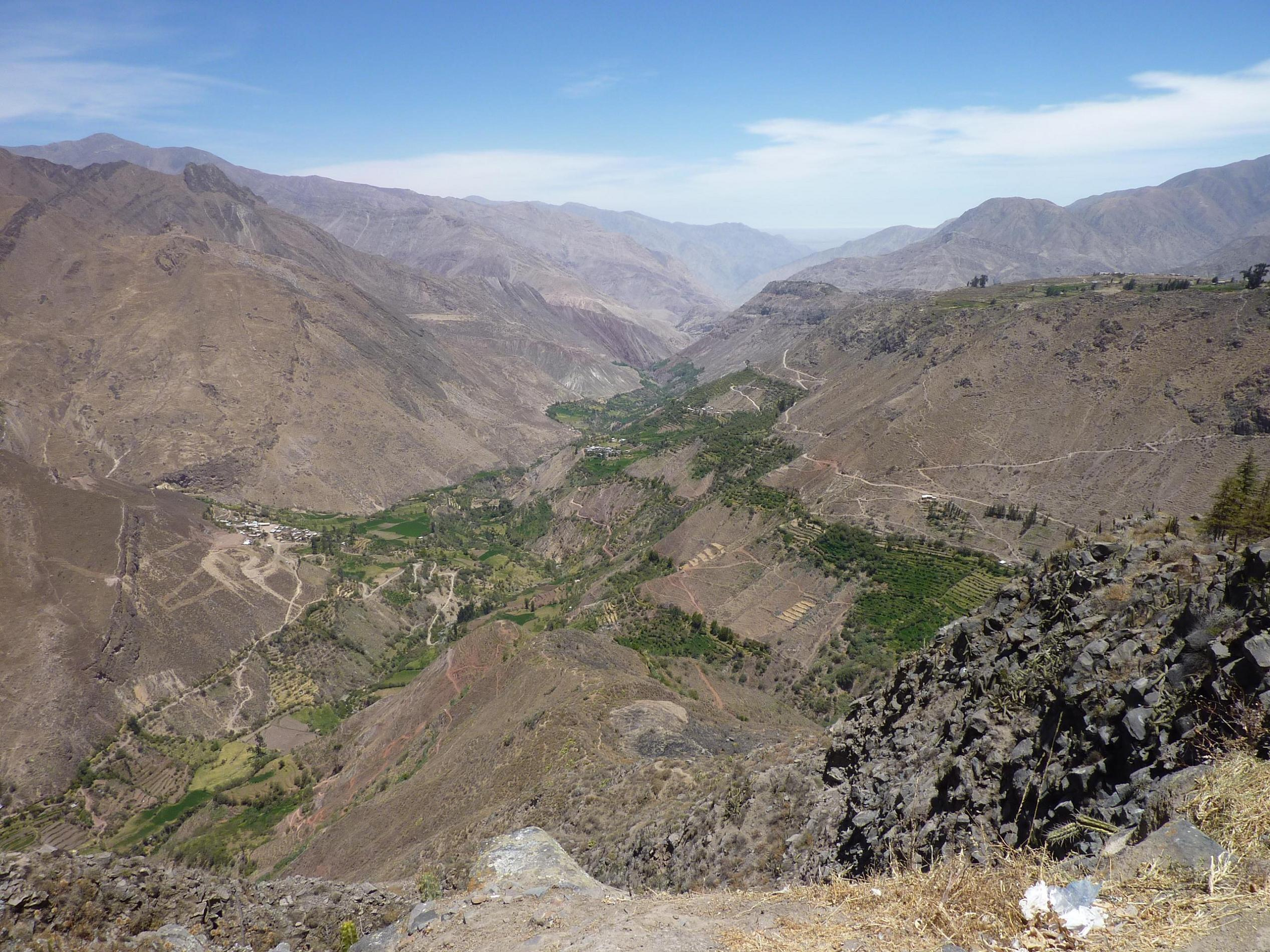
Vista del valle desde el mirador de Machaguay

### La Laguna de Anchapalla y el Coropuna
Se encuentra ubicada a 4 h. en bestia de carga desde el anexo de Huasicac, es un lugar propicio para realizar turismo de aventura, una vez llegado a ésta, se puede observar el Coropuna, "la laguna Anchapalla" el cual está rodeado por una intensa llanura de yareta.
La laguna de Anchapalla está rodeada por auquénidos como: la llama, alpacas y vicuñas asimismo los cielos son vigilados por el cóndor, podemos también apreciar una extensión de yaretas en forma de alfombras. En esta zona se pueden disfrutar de las formaciones geográficas como montañas y quebradas que reflejan belleza y majestuosidad.

### Ciudadela de Huasicac
Esta ciudadela está ubicada en el Anexo de Huasicac, se llega a este lugar en hora y media en bestia de carga. Se construyó durante la expansión inca y su estructura es única en toda la región de Arequipa. Sus habitaciones tienen una altura de 7 a 9 metros, construidas de piedras pequeñas y rojizas, existe evidencia de esta habitaciones, fueron estucadas con barro y quincha.
Esta ciudadela tiene 50 casas y en sus alrededores se puede observar andenerías del periodo inca hacia 1.000 a.c.

## Anexo de Ccactana
Este lindo anexo, queda en la parte baja, al oeste del distrito de Machaguay, colinda con el anexo de Yaso, que pertenece al distrito hermano de Viraco, ambos distritos quedan en la zona media de la provincia de Castilla; en este anexo se produce excelentes cosechas de zapallo, en los terrenos de agricultores renombrados.

## Autoridades

### Municipales
- 1993-2002
  - Alcalde: Alejandro Taco Huamani

- 2011-2014[4]
  - Alcalde: Mario Serafín Del Carpio Vizcardo, del Movimiento Arequipa Renace (AR).
  - Regidores: Fermín Nicacio Chuquicaña Ramos (AR), Gregorio Gonzalo Pizarro Taco (AR), Eloy Domingo Portilla Anco (AR), Justa Gregoria Huayapa Huamaní (AR), Juan De La Cruz Chino Ttito (Castilla Avanza).
- 2007-2010:
  - Alcalde: Luis Enrique Eusebio Del Carpio.

### Religiosas
- Obispo Prelado: Mons.  Mario Busquets Jordá.
- Parroquia Virgen Asunta: Párroco Prb.  .

### Policiales
- Comisario: SO3 PNP Copa Callata Elmer

## Festividades
- Virgen de la Asunción. Distrito Machahuay 15 de agosto.
- San Isidro. Anexo de Cuyanca.
- Santa Cruz. Anexo de Huasicac.
- Virgen de Chapi. Anexo de Acopallpa.
- Virgen de Fátima. Anexo de Taparza.
- Virgen de la Natividad. Anexo de Arhuín.
- Santa Cruz. Anexo de Agusana.
- Virgen de  Fatima. Anexo de Cotanay.